# Resident Evil: Zánik
Resident Evil: Zánik je akční hororový film z roku 2007, je pokračováním filmu Resident Evil: Apokalypsa z roku 2004 a třetím dílem filmové série podle populární série počítačových her Resident Evil. Film režírovaný Russellem Mulcahym a produkovaný Paulem Andersonem byl inspirován základními prvky hry Resident Evil: Code Veronica. Film se od klasických temných prostředí ostatních zombie filmů odlišuje umístěním do pouště. Resident Evil: Extinction měl premiéru ve Spojených státech, Kanadě a Mexiku 21. září 2007. I přes nepříznivé kritiky vydělal film celosvětově 147 263 679 $.

## Děj
Po nehodě v Raccoon City roku 2002 unikl T-Virus i navzdory jadernému zničení města. Korporace Umbrella se intenzivně snažila zastavit mutaci celé lidské populace na zombie, ale po řadě výskytů viru se po 5 letech svět ocitá na hraně zániku. Alice (Milla Jovovich, nejlepší bio-organická zbraň Umbrelly, je nyní sama na zpustošené poušti poté co zjistila, že ji může korporace zaměřit přes satelit. Má nadlidskou sílu a psychokinetické schopnosti, které získala během krátkého uvěznění společností Umbrella. Díky její schopnosti propojit se s T-virem začala Umbrella uvažovat o vývoji léku/vakcíny, která by zachránila lidstvo. Pod velením ředitele Umbrelly Alberta Weskera se pokouší Dr. Sam Isaacs o vytvoření léku bez Alice. Používá klonů vytvořených z její krve, které podstupují testy v obnoveném domě Spencerových, Úlu a interiérech nemocnice v Raccoon City. Žádný z nich nepřežije.

## Obsazení
- Milla Jovovich jako Alice: Hlavní protagonistka filmu, která je stopována korporací Umbrella, která chce z její krve vyvinout sérum proti T-viru.
- Ali Larter jako Claire Redfield: Claire Redfield je hlavní postavou ve hrách Resident Evil 2 a Resident Evil Code: Veronica. Ve filmu vede konvoj přeživších po boku Carlose.
- Iain Glen jako Dr. Sam Isaacs: Hlavní „záporák“ v tomto filmu. Vědec, který je zaměstnancem Umbrella Corporation. Dr. Isaacs byl zapojen do vytvoření programu Nemesis stejně jako do programu Alice v Apokalypse.
- Oded Fehr jako Carlos Olivera: Ex-člen organizace U.B.C.S. (Umbrella Biohazard Countermeasure Service), přeživší programu Nemesis.
- Jason O'Mara jako Albert Wesker: Šéf Umbrelly. Má kancelář v Tokiu v Japonsku a díky holografickému promítání může mít kdekoliv mítink se členy výboru včetně Dr. Sama Isaacse, kterému dává rozkaz k nalezení a chycení Alice.
- Spencer Locke jako K-Mart: Dívka, kterou nalezli společníci Alice v obchodu Kmart v bývalém, nyní zpustošeném Las Vegas.
- Ashanti jako Nurse Betty (Zdravotní sestra Betty): Drsná mladá žena, která ví, jak ovládat sama sebe. Jak napovídá její nick, je zdravotní sestra a je zamilovaná do L.J.
- Mike Epps jako L.J.: Bývalý občan Raccoon City, přežil program Nemesis a zničení Raccoon City v předchozím filmu.
- Chris Egan jako Mikey: Počítačový závislák, který zvládl přežít s Claire a spol. a nyní je řídí „počítačovou stanici“ konvoje.
- Madeline Carroll jako White Queen (Bílá královna): Sestra umělé inteligence originální Red Queen (červené královny).